# Налбандян, Арпеник Аркадьевна
Арпеник Аркадьевна Налбандя́н (1916—1964) — советский живописец. Заслуженный художник Армянской ССР (1956).

## Биография
Родилась 23-го декабря 1916 года в городе Тифлис. 1935—1941 гг. училась в Тбилисской академии художеств на отделении живописи.
С 1943 года член Союза художников Армении. С 1946 до конца жизни преподавала в Ереванском художественно-театральном институте (ныне Академия). 1948 и 1952 гг. депутат Гор. совета. В 1957 утверждена в должности доцента, Москва. Принимала участие в республиканских и всесоюзных выставках.
Арпеник Аркадьевна Налбандян скончалась 17-го мая 1964 года, город Ереван.

## Выставки
- 1942 «Героизм Красной армии», Ереван
- 1943 Отчетная выставка, Дом художника, Ереван (персональная)
- 1948 Выставка 38 работ, Дом художника, Ереван (персональная)
- 1967 Дом художника, Ереван (персональная)
- 1988 	Выставка портрета, Ереван
- 2001 Галерея Альберт и ТовэБояджян Ереванской Государственной Художественной Академии
- 2016 	Персональная выставка, 100-летие, Ереван, НГА

## Семья
- Брат – Дмитрий Налбандян, Народный художник СССР, Академик АХ СССР, Герой Социалистического Труда. Лауреат Ленинской премии и двух Сталинских премий. Член ВКП с 1948 года.
- Супруг – Эдуард Исабекян, народный художник Армении, лауреат государственных премий и наград. Поженились в 1940 году в городе Тбилиси.
- Сыновья: 
  - Мгер Исабекян – живописец
  - Арам Исабекян – живописец. Ректор, профессор Ереванской Государственной Художественной Академии. Заслуженный деятель искусства Армении.

## Творчество
Арпеник Налбандян работала в области тематической картины, портрета и пейзажа. Её дипломной работой была картина «Собирательницы чая», 1941, х., м., 175×190.
На протяжении 25-летней творческой деятельности она создала около 300 полотен (свыше двух десятков композиций, многочисленные портреты, а также натюрморты и этюды).
Начиная с 1941 года  она постоянно принимала участие на республиканских и всесоюзных выставках. Её работы выставлялись в Москве, Ленинграде, Киеве, Баку и в других городах и хранятся в Национальной галерее Армении (около 45), Национальной галерее Грузии, галерее Гюмри и в частных коллекциях.

## Награды
- Заслуженный художник Армянской ССР (1956).
- Медаль «За трудовое отличие» (27.06.1956).

### Справочники, книги, альбомы, каталоги
- Мартикян Е. – Каталог выставки произведений художницы Арпеник Налбандян (Пред. – Е.Мартикян, редактор – Е.Курдоян) – Е., 1948
- Арпеник Налбандян (Пред. – Ара Сарксян) – каталог, Е., 1967
- Дрампян Р. – Государственная картинная галерея Армении – М., 1982, с.91, ил.
- Государственная картинная галерея Армении – М., 1986, с.45, ил.29
- Казарян М. – Изобразительное искусство армянской ССР – М., 1978, с.210, ил.70
- Степанян Н. – Искусство Армении – “Советский художник”, М., 1989, с.210, ил.196
- Armenian women artists 2000 – Մշակույթի հայկական ֆոնդ (օրացույց)
- Сборник – Искусство Советской Армении за 60 лет – Ер.: Изд-во АН АрмССР, 1980, с. 102